# Класична механика
Класична механика је једна од две главне подобласти механике, која се бави скупом физичких закона који регулишу и математички описује кретање тела под дејством система сила. Друга подобласт је квантна механика.
Класична механика се користи за описивање кретања макроскопских објеката, од пројектила до делове машина, као и астрономских објеката, као што су свемирски бродови, планете, звезде и галаксије. Она даје врло прецизне резултате у тим доменима, и једна је од најстаријих и највећих области у науци, инжењерству и технологији. Поред тога, постоје бројне сродне посебне области које се баве гасовима, течностима и чврстим телима, и тако даље. Поред тога, класична механика је проширена теоријом специјалне релативности за објекте великих брзина, објекте који се приближавају брзини светлости. Општа теорија релативности се користи за описивање гравитације на дубљем нивоу, и на крају, квантна механика се бави честично-таласном дуалношћу атома и молекула.
Термин класична механика је настао почетком 20. века за описивање система математичке физике почевши од Исака Њутна и других филозофа из 17. века, проширивши раније астрономске теорије Јохана Кеплера, који је даље био заснован на прецизним запажањима Тиха Брахеа и проучавањем кретање земаљских тела од стране Галилеа Галилеја, али пре развоја квантне физике и теорије релативности. Стога, неки извори искључују "релативистичку физику" из те категорије. Међутим, велики број савремених извора ипак укључује Ајнштајнову механику, која по њиховом мишљењу представља класичну механику у свом развијенијем и прецизнијем облику.
Почетна фаза развоја класичне механике често се назива Њутнове механике, и повезана је са физичким концептима који је поставио и математичким методама које је развио сам Њутн, паралелно са Лајбницом и другима. Више апстрактне и опште методе укључују Лагранжова механика и Хамилтонова механика. Већи део садржаја класичне механике створен је у 18. и 19. веку и обухвата знатно више (посебно у својој употреби аналитичке математике) од Њутнових радова.

## Њутнови закони
Њутнови закони су 4 темељна аксиома механике:
- Први Њутнов закон (закон инерције) тврди да свако тело остаје у стању мировања или једноличног кретања по правцу док га нека спољашња сила не присили да то стање промени. Тај је аксиом Њутн преузео од Галилеа Галилеја, који га је извео већ 1638.
- Други Њутнов закон (закон кретања) тврди да је промена количине кретања сразмерна сили која делује, а одвија се у смеру те силе. Како је Њутн количином кретања називао продукт масе и брзине (m · v), тај аксиом истовремено одређује или дефинише силу (Ф) и уводи физичку величину масу као својство тела:

{\displaystyle F={\frac {\Delta (m\cdot v)}{\Delta t}}}
где је: t - време. У класичној механици, под претпоставком константности или непромењивости масе, једнакост поприма облик:
{\displaystyle F=m\cdot {\frac {\Delta v}{\Delta t}}=m\cdot a}
и тиме се уводи величина која се назива убрзање или акцелерација a. Из Њутнове дефиниције следи да се сила може исказати и као промена масе. То омогућава да се класична механика јавља као посебан случај теорије релативности за брзине које нису блиске брзини светлости.
- Трећи Њутнов закон (закон акције и реакције) тврди да уз сваку силу која произлази из деловања околине на тело јавља противсила или реакција која је износом једнака сили, али је супротнога смера.
- Њутнов закон гравитације тврди да се било која два тела или честице узајамно привлаче силом сразмерном њиховим масама  и , а обрнуто сразмерном квадрату њихове удаљености  :

{\displaystyle F=G\cdot {\frac {m_{1}\cdot m_{2}}{r^{2}}}\ }
где је:
- - узајамна сила привлачења између два тела (kg), и вреди ,
- - универзална гравитациона константа која отприлике износи 6,67428 × 10−11  2 −2,
- 1 - маса првог тела (kg),
- 2 - маса другог тела (kg), и
- - међусобна удаљеност између средишта два тела.[4]

### Галилејево начело релативности
Галилејево начело релативности је начело класичне физике за прерачунавање координата и брзина честица између два инерцијска система који се један у односу на други крећу сталном брзином. Вреди само за мале брзине. За брзине блиске брзини светлости вреде Лоренцове трансформације.

## Историја класичне механике
Историја класичне механике, као и других грана физике (историја физике), уско је повезана с развојем културе и цивилизације човечанства, а састоји се углавном од три главна раздобља: античке механике, средњовековне механике и класичне или Њутнове механике, која обухвата и аналитичку механику. Многи историјски споменици говоре да су се људи бавили механиком и у далекој прошлости. пирамиде древног Египта, висећи вртови Вавилона, Стоунхенџ, храмови и луке старе Грчке, мостови и водоводи старог Рима и многе друге грађевине, доказују да су људи већ у старом веку располагали с искуственим знањима с подручја механике. Љубљански дрвени точак је најстарији дрвени точак с осовином на свету, а стар је око 5.150 година. Осим тога, древни људи су се доста бавили небеском механиком, посматрањем и проучавањем кретања небеских тела, па се може рећи да су први почеци механике истовремено с почеци људске цивилизације и религије. Механизам са Антикитере је сложен механички уређај са зупчаницима и бројчаницима, а служио је за предвиђање положаја планета, Сунца и Месеца и претпоставља се да потиче из период од 150. до 100. п. н. е.

### Једноставне машине
Једноставна машина је историјски назив за разне алате или направе које су повећавале однос уложене и добивене силе. Једноставне машине су омогућили човеку да обави радове који су захтевали снагу која је била већа од његове, то јест омогућили су искориштавање снаге ветра, снаге воде, и снаге горивих материја. Без њих био је незамислив напредак, а човек би још увек био на примитивном ступњу развоја. Једноставне машине су:
- полуга
- точак и осовина
- Чекрк
- косина
- клин
- вијак.

## Опис теорије
У наставку су представљени основни концепти класичне механике. Ради једноставности, често су објекти стварног света моделовани као материјалне тачке (објекти са занемарљивом величином). Кретање материјалне тачке карактерише мали број параметра: њена позиција, маса и силе примењене на њу. Сваки од ових параметара је засебно размотрен.
У реалности, врста предмета које класична механика може да опише увек имају величину различиту од нуле. (Физика веома малих честица, као што је електрон, је прецизније описана квантном механиком.) Објекти са величином различитом од нуле имају компликованије понашање од хипотетичких материјалних тачака, због додатних степена слободе, нпр. лопта може да се окреће док се креће. Међутим, резултати за материјалне тачке се могу користити за студирање таквих објеката путем њиховог третирања као композитних објеката, сачињених од великог броја колективно делујућих материјалних тачака. Центар масе композитног објекта се понаша попут материјалне тачке.
Класична механика користи појмове здравог разума о томе како материја и силе постоје и формирају интеракције. Она подразумева да материја и енергија имају коначне, познате атрибуте као што су локација у простору и брзина. Нерелативистичка механика исто тако подразумева да силе делују моментално (погледајте такође деловање на растојању).

### Позиција и њен извод
| позиција                        |                        |
| угаона позиција/угао            | безјединична (радијан) |
| брзина                          | −1                     |
| угаона брзина                   | −1                     |
| убрзање                         | −2                     |
| угаоно убрзање                  | −2                     |
| трзај                           | −3                     |
| „угаони трзај“                  | −3                     |
| специфична енергија             |                        |
| брзина апсорбоване дозе         |                        |
| момент инерције                 | 2                      |
| импулс                          | −1                     |
| момент импулса                  |                        |
| сила                            |                        |
| момент силе                     |                        |
| енергија                        |                        |
| снага                           |                        |
| притисак и густина енергије     |                        |
| површински напон                |                        |
| константа опруге                |                        |
| ирадијанција и енергетски флукс |                        |
| кинематички вискозитет          |                        |
| динамички вискозитет            |                        |
| густина (масена густина)        |                        |
| густина (тежишна густина)       |                        |
| бројевна густина                |                        |
| акција                          |                        |

Позиција материјалне тачке се дефинише у односу на координатни систем центриран у арбитрарној фиксираној референтној тачки у простору која се назива координатни почетак О. Једноставни координатни систем може описати позицију честице P векторском нотацијом путем стрелице обележене са r која почиње у координатном почетку O и завршава се у P. Генерално, материјална честица не мора да буде стационарна релативно на O. У случају где се P креће релативно на O, r се дефинише као функција од t, времена. У преајншајнској релативности (познатој као галилејанска релативност), време се сматра апсолутним, тј., временски интервал који се уочава да пролази између било ког датог пара догађаја је исти за све посматраче. Осим што се ослања на апсолутно време, класична механика подразумева еуклидову геометрију за структуре простора.

#### Брзина
Брзина, или брзина промена позиције са временом, се дефинише као извод позиције у погледу времена:
{\displaystyle \mathbf {v} ={\mathrm {d} \mathbf {r}  \over \mathrm {d} t}\,\!}.
У класичној механици, брзине су директно адитивне и субтрактивне. На пример, ако један аутомобил путује источно са 60 km/h и претекне други који путује у истом правцу са 50 km/h, спорија кола опажају бржа као да путују источно брзином од 60 − 50 = 10 km/h. Међутим, из перспективе бржих кола, спорија кола се крећу 10 km/h западно, што се обично означава са -10 km/h при чему знак означава супротни смер. Брзине су директно адитивне као векторски квантитети, и стога се њима мора руковати користећи векторску анализу.
Математички, ако се брзина првог објекта у претходној дискусији означи вектором  а брзина другог објекта вектором , где је u магнитуда брзине првог објекта, v магнитуда брзина другог објекта, а d и e су јединични вектори у правцу кретања сваког објекта респективно, онда је брзина првог објекта гледано из другог објекта:
{\displaystyle \mathbf {u} '=\mathbf {u} -\mathbf {v} \,.}
Слично томе, први објекат види брзину другог објекта као
{\displaystyle \mathbf {v'} =\mathbf {v} -\mathbf {u} \,.}
Кад се оба објекта крећу у истом правцу, ова једначина се може поједноставити 
{\displaystyle \mathbf {u} '=(u-v)\mathbf {d} \,.}
Или, игноришући правац, разлика се може дати у виду магнитуда брзине:
{\displaystyle u'=u-v\,.}

#### Убрзање
Убрзање, или брзина промене брзине, је извод брзине у односу на време (други извод позиције у односу на време):
{\displaystyle \mathbf {a} ={\mathrm {d} \mathbf {v}  \over \mathrm {d} t}={\mathrm {d^{2}} \mathbf {r}  \over \mathrm {d} t^{2}}.}
Убрзање представља промену брзине током времена. Брзина се може променити у било магнитуди или правцу, или оба. Понекад се смањење магнитуде брзине „v“ се назива децелерацијом, мада генерално свака промена брзине током времена, укључујући децелерацију, једноставно се назива акцелерацијом.

#### Референтни оквир
Док се позиција, брзина и убрзање честице могу описати у односу на било ког посматрача у било ком стању кретања, класична механика подразумева постојање специјалне фамилије референтних оквира у којима механички закони природе имају релативно једноставни облик. Ти специјални референтни оквири се називају инерционим оквирима.
Инерцијални оквир је референтни оквир унутар кога објекат који не формира интеракције са силама (идеализована ситуација) било мирује или се униформно креће по правој линији. Ово је фундаментална дефиниција инерционих оквира. За њих је карактеристичан захтев да све силе које посматрачеви физички закони узимају у обзир потичу из препознатљивих извора узрокованих пољима, као што је електростатичко поље (узроковано статичким електричним наелектрисањем), електромагнетско поље (узроковано кретањем честица), гравитационо поље (узроковано масом), и тако даље.
Кључни концепт инерцијалног оквира је метод за његову идентификацију. Из практичних разлога, референтни оквири који се не убрзавају у односу на далеке звезде (једну екстремно удаљену тачку) се сматрају добром апроксимацијом инерцијалних оквира. Неинерциони референтни оквири убрзавају у односу на постојеће инерцијалне оквире. Они формирају основу Ајнштајнове релативности. Услед релативистичког кретања, честице у неинерцијалном оквиру изгледају као да се крећу на начине који се не могу објаснити силама из постојећих поља у референтном систему. Стога се чини да постоје и друге силе које улазе у једначине кретања искључиво као резултат релативног убрзања. Ове силе називају се фиктивне силе, инерцијалне силе или псеудосиле.
Размотримо случај два референтна система S и . За посматрача у сваком од референтних система један догађај има просторно-временске координате (x,y,z,t) у систему S и у систему . Подразумевајући да је измерено време исто у свим референтним системима, и ако је  кад је  = 0, онда је релација између просторно-временских координата истог догађаја посматраног из референтних система  и S, који се крећу релативном брзином од u у x правцу:
{\displaystyle x'=x-ut\,}
{\displaystyle y'=y\,}
{\displaystyle z'=z\,}
{\displaystyle t'=t\,.}
Овај сет формула дефинише групну трансформацију познату као галилејева трансформација. Ова група је гранични случај Поенкареове групе која се користи у специјалној релативности. Гранични случај је применљив кад је брзина u веома мала у поређењу са c, брзином светлости.
Трансформације имају следеће последице:
- (брзина v′ честице из перспективе S′ је спорија за u него њена брзина v из перспективе S)
- = a (убрзање честица је исто у било ком инерционом референтном систему)
- = F (сила која се врши на честице је иста у сваком инерционом референтном систему)
- брзина светлости није константна у класичној механици, нити специјална позиција која је дата бризни светлости у релативистичкој механици има пандана у класичној механици.

За неке проблеме је подесно да се користе ротационе координате (референтни системи). Стога се може мапирати у погодни инерцијални систем, или се може увести додатна фикциона центрифугална сила и Кориолисова сила.

## Важнији појмови
- Брзина
- Деформација
- Енергија
- Гравитација
- Густина
- Импулс силе
- Инерција
- Количина кретања
- Кретање
- Крутост
- Маса
- Момент
- Момент инерције
- Напрезање
- Притисак
- Путања
- Рад
- Сила
- Снага
- Тежина
- Убрзање
- Угаона брзина
- Угаоно убрзање
- Узгон
- Време